# Urinesteen

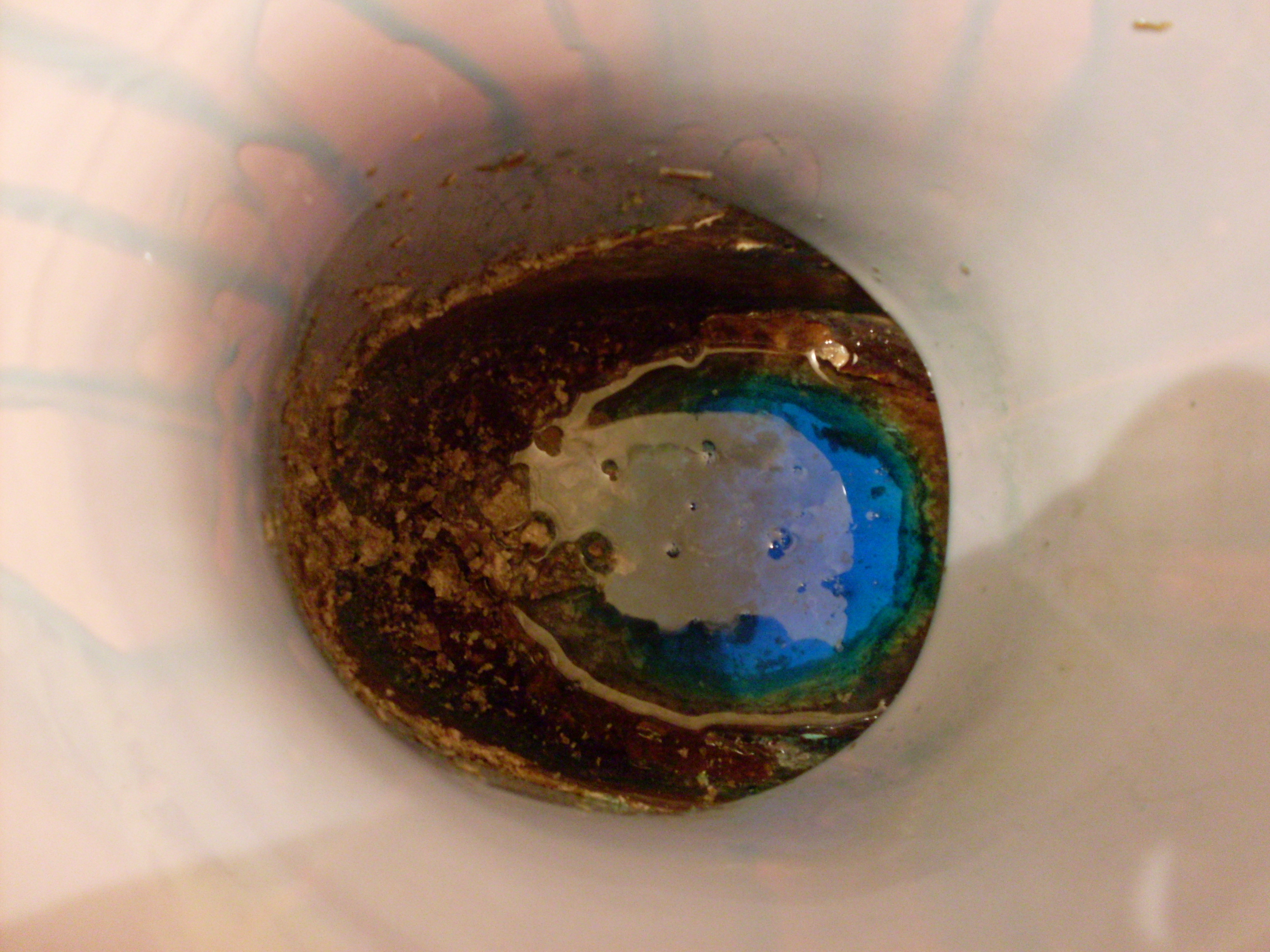
Urinesteen in een toilet

Urinesteen is een neerslagproduct uit urine, dat in de urinewegen kan achterblijven. Het ontstaat uit kalk in combinatie met zouten die in urine voorkomen.
Doordat dit verschillende soorten zouten kunnen zijn, bestaan er ook diverse soorten urinesteen.
Ook buiten het lichaam kan urinesteen neerslaan in de vorm van een bruine aanslag in toiletten en urinoirs. De stof kan dan verwijderd worden met een reinigingsmiddel dat zuur (bv. sulfaminezuur of zoutzuur) bevat, zodat de kalkcomponent erin oplost. Ook kan men het verwijderen door het af te schuren met behulp van een puimsteen.